# Aimé Charles Irvoy

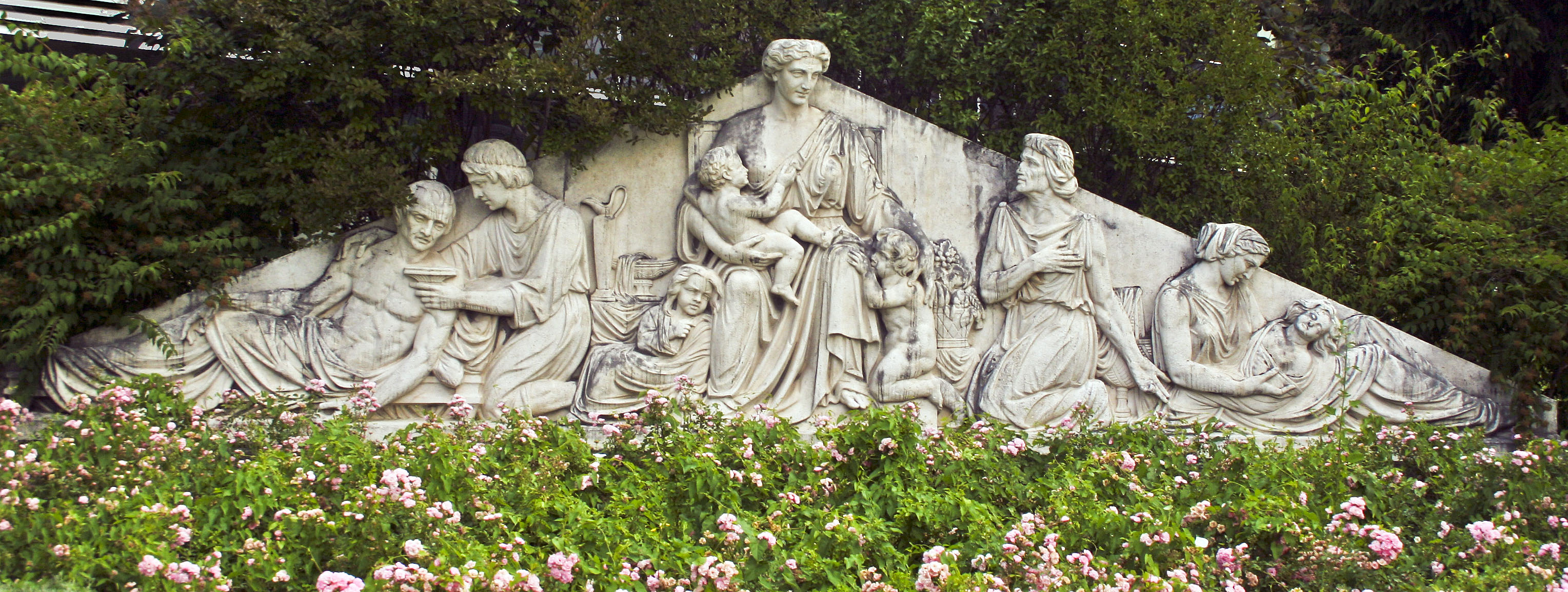
Frontón del antiguo hospital civil de Grenoble

Aimé Charles Irvoy, nacido el 25 de noviembre de 1824 en Vendôme (Loir-et-Cher), fallecido el 28 de marzo de 1898 en Grenoble (Isère), fue un escultor francés que vivió y trabajó en Grenoble.

## Datos biográficos

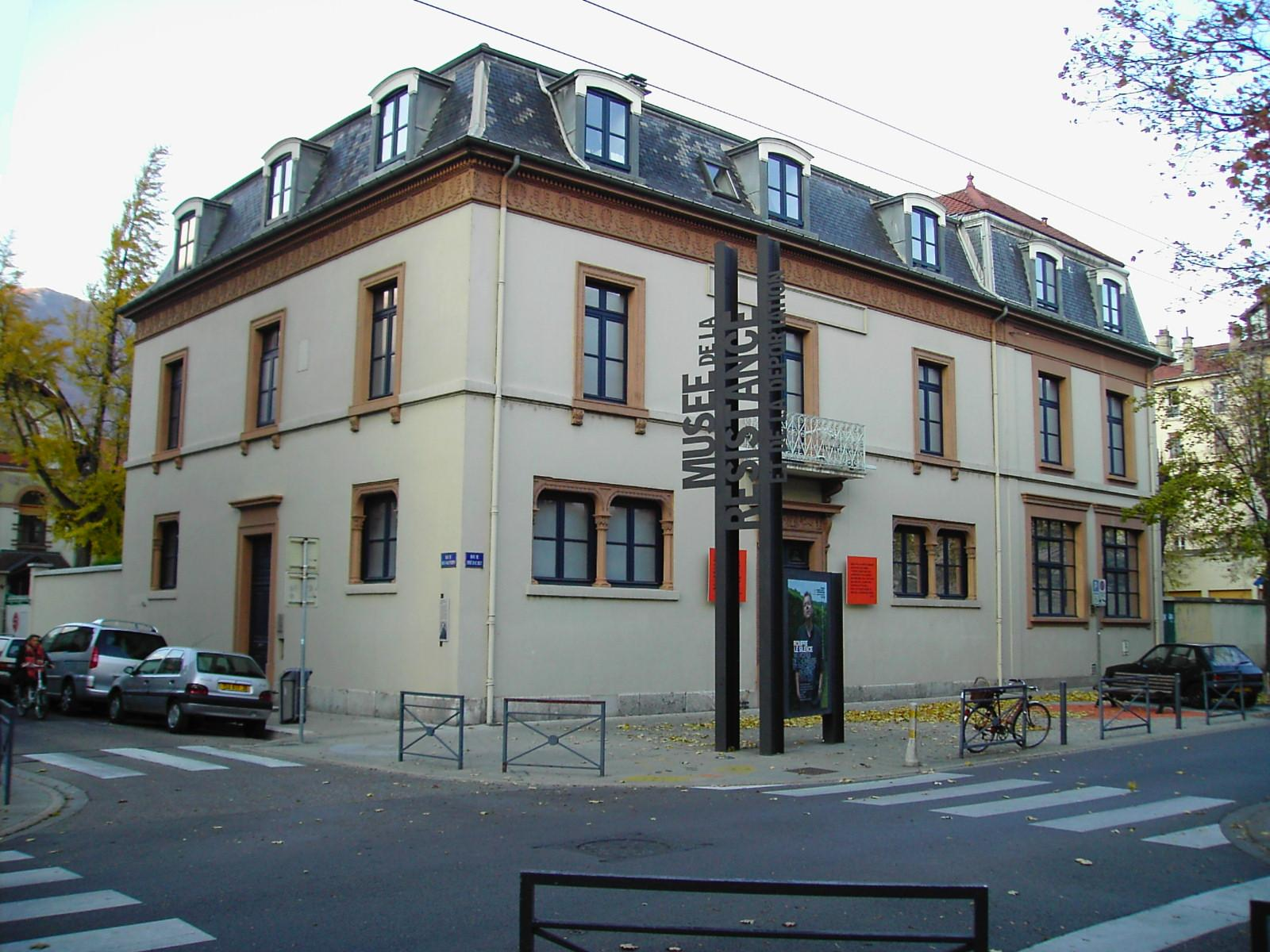
La antigua escuela de escultura de Grenoble (hoy en día Museo de la resistencia)

Dando prueba desde muy joven de su disposición para el dibujo y la escultura, expuso sus obras a los 16 años en Tours. Poco tiempo después, entróen la Escuela de bellas Artes de París, donde fue alumno de Jules Ramey y de Auguste Dumont. Fue también alumno del escultor grenoblés Victor Sappey. En 1854, obtuvo el segundo Premio de Roma en escultura con el grupo tituladoHector y su hijo Astianax ,en francés: Hector et son fils Astyanax.
En 1856, el puesto de director de la escuela escultura arquituctural de Grenoble se encontraba vacante, Irvoy obtuvo esta plaza y la conservó durante 41 años. La antigua escuela (1853) y en las dependencias de su director, en la calle Hébert, fueron habilitadas para acoger el Museo de la Resistencia y de la Deportación de Grenoble.
En 1861, tomó matrimonio con Louise Charrut (1832-1914).
Está inhumado en el cementerio Saint-Roch de Grenoble.

## Obras
Las obras de Aimé Irvoy están conservadas en el Museo de Grenoble (bustos de diversas personalidades) y en numerosos lugares de la ciudad, sí como en el museo de las Bellas Artes de Lyon. En el Museo de historia natural de Grenoble, 16 medallones de terracota (1871) representando a estudiosos ilustres, desde Aristóteles a Coenraad Jacob Temminck (1778-1858), pasando por Dominique Villars (1745-1814) o Alexander von Humboldt (1769-1859)
- Estatua de Ronsard, bronce, en Vendôme
- La Sentinelle gauloise, premiada en la esposición de 1878, ofrecida a la ciudad de Grenoble
- L'allégorie de la charité, frontón del antiguo hospital civil de Grenoble, calle Félix-Viallet, desmantelado en 1913. Había permanecido en este lugar, oculto bajo una capa de yeso, tras la construcción de viviendas contiguas y el Hotel Majestic, hasta 1944. Este frontón se expone hoy cerca del Museo de Ciencias Médicas de Grenoble.

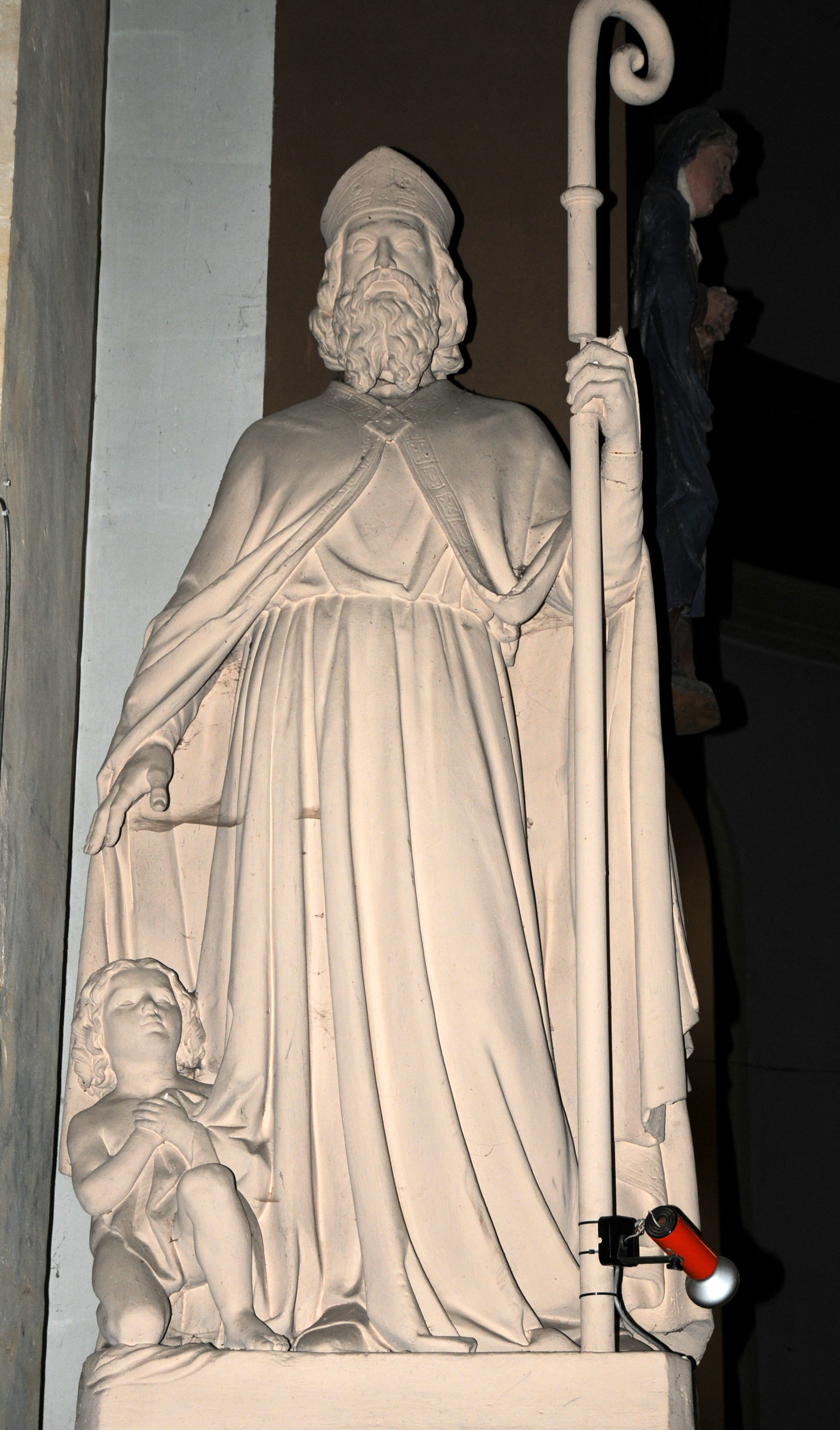
Estatua en la iglesia de Saint-Grégoire, Stenay.
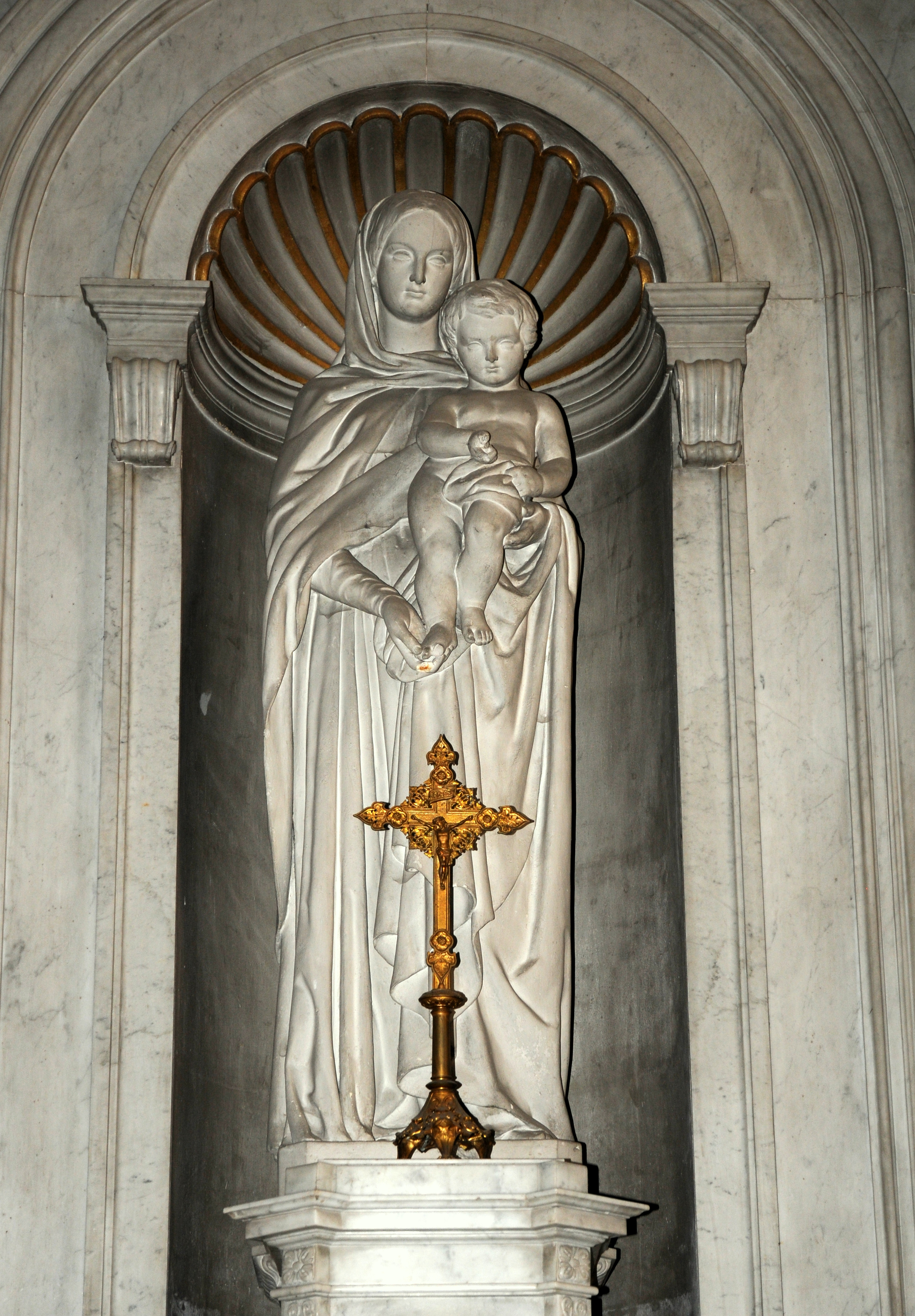
Virgen con el Niño, en la iglesia de Saint-Grégoire, Stenay.